# 정충경
정충경(鄭忠敬, 1399년~1443년)은 조선 전기의 문신이며 문종의 딸이자 단종의 누나인 경혜공주의 남편 정종과 영응대군의 계부인 춘성부부인 정씨(春城府夫人 鄭氏)의 아버지이며, 전 판중군부사(前判中軍府使) 정역(鄭易)의 아들이자, 효령대군 정부인 예성부부인 정씨(藝城府夫人 鄭氏)의 남동생이다. 1438년(세종 20) 동부승지(同副承旨)와 우승지(右承旨), 1441년(세종 23)   형조참판(刑曹參判)과 강원도관찰사(江原道觀察使), 1442년(세종 24) 동지중추원사(同知中樞院事)와 한성부윤(漢城府尹), 1443년(세종 25) 전라도관찰사(全羅道觀察使)와 중추원부사(中樞院副使)를 지냈다. 본관은 해주(海州).

## 가족관계
- 조부 : 정윤규(鄭允珪)-판예의사사(判禮儀司事)
  - 부 : 정역(鄭易, ? ~ 1425년)-전 판중군부사(前判中軍府使) 
  - 모 : 정경부인 안동 권씨(貞敬夫人 安東 權氏, ? ~ 1428년)
    - 누나 : 예성부부인 해주 정씨(藝城府夫人 海州 鄭氏, 1394~1470)
    - 매형: 효령대군 이보(孝寧大君 李補, 1396~1486)
      - 조카 : 의성군 이채(誼城君 李寀), (1411년 ~ 1493년)
      - 조카며느리 : 회인군부인 성주 이씨(懷仁郡夫人 星州 李氏, ?~?)
      - 조카 : 서원군 이친(瑞原君 李𢢝), (1413년 ~ 1475년)
      - 조카며느리 : 의령군부인 경주 이씨(宜寧郡夫人 慶州 李氏, ?~?)
      - 조카 : 보성군 이합(寶城君 李㝓), (1416년 ~ 1499년)
      - 조카며느리 : 청풍군부인 합천 이씨(淸風郡夫人 陜川 李氏, ?~?) - 광록시소경(光祿寺少卿) 이무창(李茂昌)의 딸
      - 조카 : 낙안군 이녕(樂安君 李寧), (1417년 ~ 1474년)
      - 조카며느리 : 양산군부인 언양 김씨(梁山郡夫人 彦陽 金氏, ?~?)
      - 조카 : 영천군 이정(永川君 李定), (1422년 ~ ?)
      - 조카며느리 : 군부인 예천 권씨(郡夫人 醴泉 權氏, ?~?)
      - 조카 : 원천군 이의(原川君 李宜), (1423년 ~ 1476년) - 조선 제3대 임금 태종의 4남 성녕대군에게 출계
      - 조카며느리 : 군부인 배천 조씨(郡夫人 白川 趙氏, ?~?)
      - 조카며느리 : 군부인 한양 조씨(郡夫人 漢陽 趙氏, ?~?)
      - 조카 : 비인현주(庇仁縣主, 1427년 ~ 1514년)
      - 조카사위 : 좌찬성 한성군(漢城君) 안소공(安昭公) 한산 이씨 이훈(李塤)

    - 남동생 : 정충석(鄭忠碩, 1406~?)-동지중추부사(同知中樞府事)
    - 제수 : 정경부인 연일 정씨(貞敬夫人 延日 鄭氏, ?~?) - 정종성(鄭宗誠, ?~?)의 딸
      - 조카 : 정침(鄭忱, 1424~1485)

    - 부인 : 정경부인 여흥 민씨(貞敬夫人 驪興 閔氏, ?~?) - 민호덕(閔好德, ?~?)의 딸
      - 장녀 : 숙부인 해주 정씨(淑夫人 海州 鄭氏, 1429~?)
      - 사위 : 기축(奇軸, ?~?)
      - 차녀 : 춘성부부인 정씨(春城府夫人 鄭氏, 1435~?)
      - 사위 : 영응대군 이염(永膺大君 李琰, 1434~1467)
      - 장남 : 영양위 정종(寧陽尉 鄭悰, 1437~1461)
      - 며느리 : 경혜공주(敬惠公主, 1436~1474)
        - 손자 : 정미수(鄭眉壽, 1456 ~ 1512)
        - 손자며느리 : 정경부인 전의 이씨(貞敬夫人 全義 李氏, ?~?) - 이덕량(李德良, 1435 ~ 1487)의 딸